# Pïleike
Pïleike is een voormalig dorp in Sipaliwini. In het dorp woonden tot 2009 inheemsen van het volk Wayana. Het lag aan de Lawa, tegenover Kulumuli dat op een eiland in de rivier ligt.
Pïleike stond aan het roer van de sjamaan of pïyai met dezelfde naam. Voordat hij aan het eind van de jaren 1990 overleed, gaf hij de opdracht aan de dorpelingen om zich te vestigen in Kulumuli.